# Cristina Fernández de Kirchner
Cristina Elisabet Fernández de Kirchner (La Plata, Buenos Aires tartomány, 1953. február 19.) argentin politikus, ügyvéd, az Argentin Köztársaság volt elnöke. Korábban Buenos Aires tartomány szenátora, illetve férje, Néstor Kirchner előző elnök révén az ország First Ladyje volt.
A Győzelmi Front támogatásával a 2007. október 28-i elnökválasztáson Cristina Kirchner a szavazatok közel 45%-ával megnyerte az első fordulót, ezzel az Argentin Köztársaság első megválasztott női elnöke lett.

## Családja
Korábbi egyetemista társával, Néstor Carlos Kirchnerrel házasodott össze 1975. március 9-én, amit követően Santa Cruz tartományba költöztek, és ahol, mint privát ügyvédek dolgoztak.
Két gyermeke van: Máximo Kirchner és Florencia Kirchner.

## Tanulmányai
A La Plata Nemzeti Egyetem Társadalom- és Jogtudományi Szakán szerzett jogász diplomát 1976-ban.

## Politikai pályafutás
A Santa Cruzi Képviselői Kamara törvényhozójának választották meg 1989-ben. 1993-ban újraválasztották.
Az 1995-ös évtől a Nemzeti Szenátus tagja Santa Cruz tartományt képviselve. A Képviselői Kamara tagja 1997-től, 2001-ben ismét szenátornak választják meg.
2003. május 25-től kezdve az ország First Lady-je, férje Néstor Kirchner, az Argentin Köztársaság elnöke.
A 2005. október 23-i parlamenti választásokon szenátornak választják meg, ez alkalommal Buenos Aires tartományt képviselve. A választásokon a Győzelmi Front – amely az Igazságosság Párt kettészakadása után alakult meg – színeiben indult. A 26 százalékpontos győzelmet az egykori argentin elnök Eduardo Duhalde feleségével, Hilda González de Duhalde-vel szemben szerezte meg.

### Elnökjelöltsége
Cristina Kirchner elnöki jelöltségét hivatalosan 2007. július 19-én jelentették be a La Plata város beli Argentin Színházban. Korábban a kormány és az Igazságosság Párt bizonyos tagjai számos alkalommal, mint "elnöki posztra alkalmas politikai kép"-ként emlegették a First Lady-t.

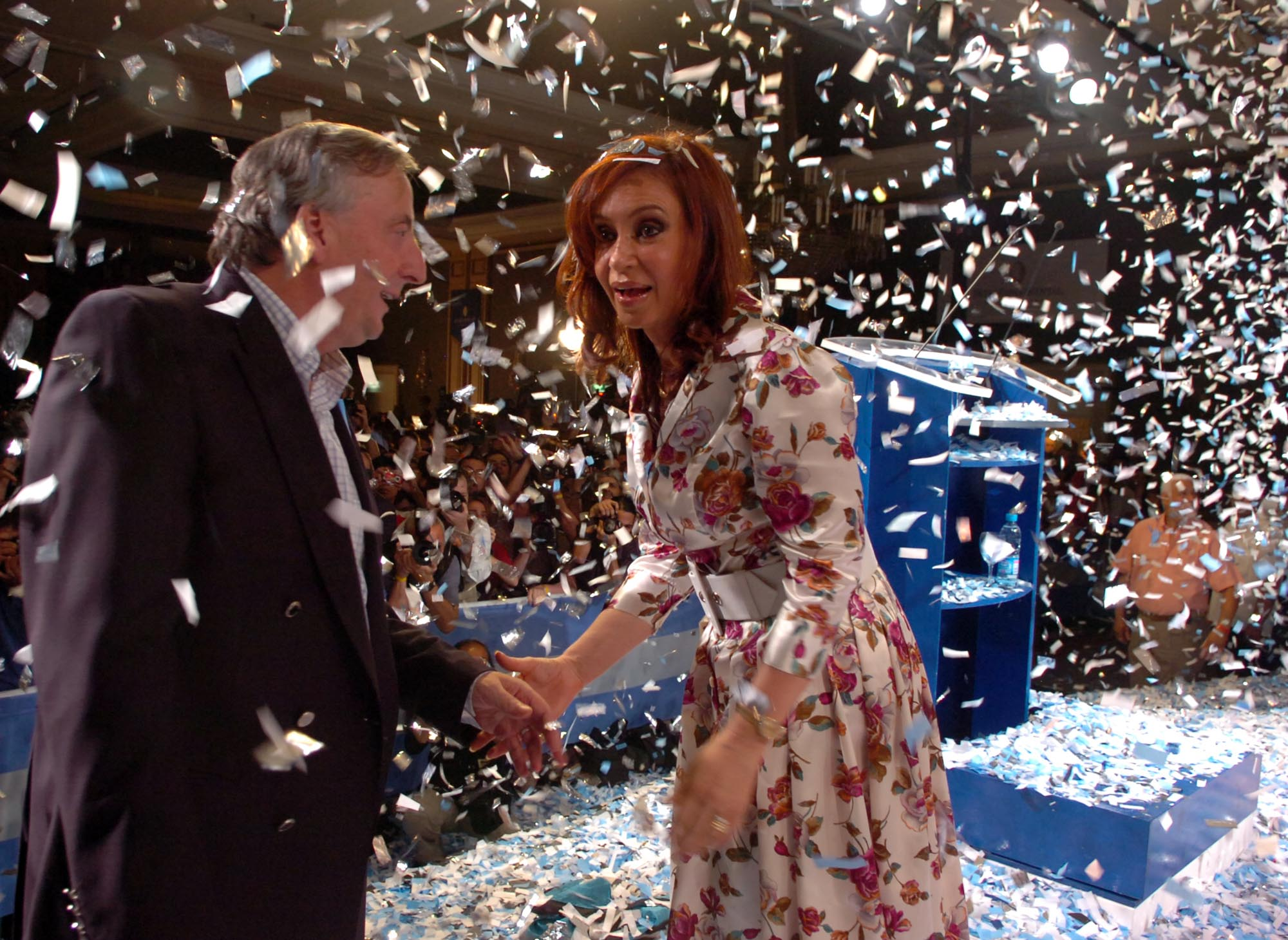
Cristina Fernández de Kirchner, a 2007. október 28-i választási győzelemkor férjével, Néstor Kirchnerrel 2007-10-28.

Mind Latin-Amerikában, mind pedig Argentínában az emberi jogok erőteljes képviselőjeként beszélnek róla. A nők politikai aktivitásának teljes mértékű védelmezője. Kapcsolatai vannak többek között Michelle Bachelet chílei elnökasszonnyal, Hillary Clinton amerikai szenátorral, és a 2007-es francia elnökválasztáson vesztes Ségolène Royallal.
A 2007-es elnökválasztási kampány során Cristina Kirchner nem volt hajlandó elnökjelölt riválisaival a nyilvánosság előtt vitázni. A Kirchner-kampány leginkább a Győzelmi Front gyűlésein tartott szónoklatokból állt össze. Az október 28-i elnökválasztás nem hivatalos eredményei alapján Cristina Kirchner a szavazatok közel 45%-t megszerezve nyerte meg az első fordulót. A második helyezett a keresztényszociális Elisa Carrió lett (23%), a harmadik helyet a korábbi gazdasági miniszter, Roberto Lavagna szerezte meg (17%). Az argentin választási törvény értelmében, amennyiben az első fordulóban az egyik jelölt eléri a 45%-os támogatottságot, vagy eléri a 40%-os támogatottságot és a szavazatok 10%-ával megelőzi a második helyezettet, a második fordulóra nem kerül sor.
Cristina Kirchnert december 10-én iktatták be az elnöki pozícióba.

### Elnökként

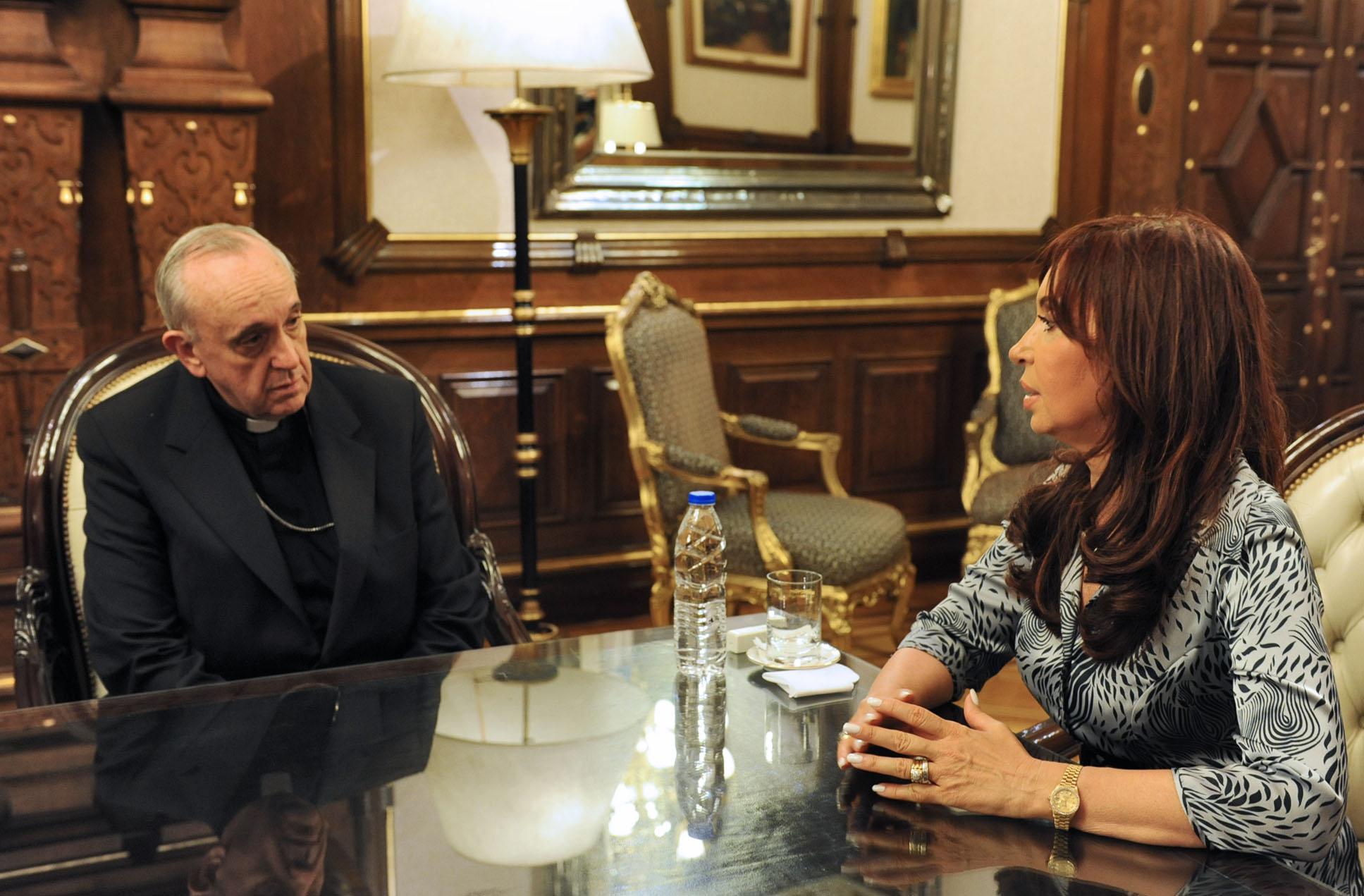
Cristina Fernández de Kirchner találkozása Jorge Mario Bergoglioval, Buenos Aires érsekével, a későbbi Ferenc pápával

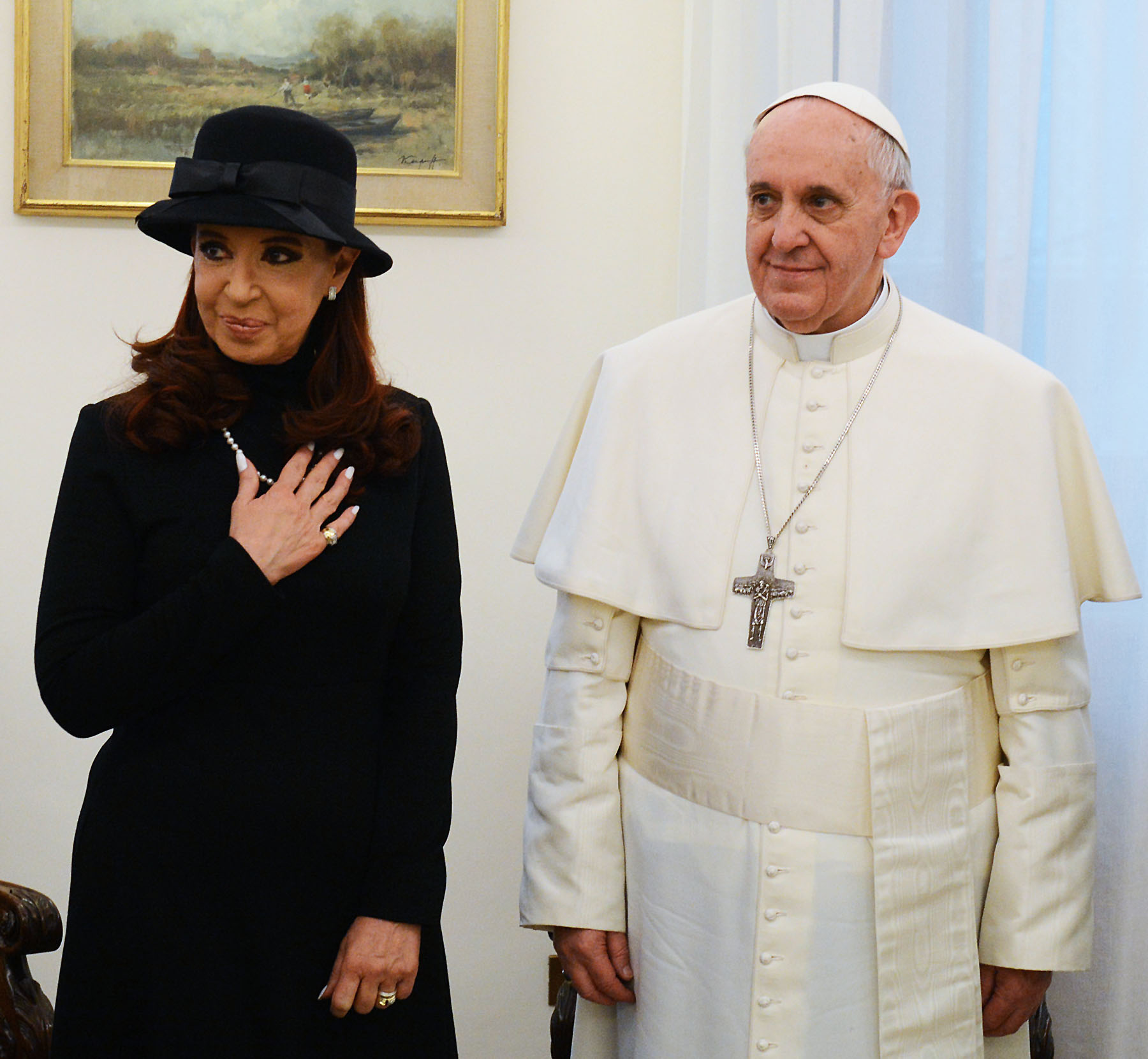
Cristina Fernández de Kirchner és Ferenc pápa

2008 márciusában a Christina Kirchner által vezette kormány egy új, szintezett adórendszert vezetett be a mezőgazdasági termékekre vonatkozóan, megemelve 35%-ról 45%-ra az exportszója – Argentína elsőszámú mezőgazdasági terméke – adótartalmát. A kormány ezen intézkedése március 12-től kezdve országos útlezárásokat váltott ki a mezőgazdasági szövetkezetek támogatásával. A tüntetések eredményeképpen március 25-én edényt verő tüntetők ("cacerolada") ezrei gyülekeztek össze Buenos Aires egyik szimbolikus szobránál, az Obeliszknél és az elnöki palota előtt. A tüntetések az egész országra kiterjedtek. Buenos Airesben, órákkal azután, hogy Kirchner elnökasszony a tüntetések megkezdés után kettő héttel a parasztokat "kiadós" nyereséggel támadta, erőszakos incidensek alakultak ki a kormányt támogató és az azt ellenző tüntetők között.A rendőrséget azzal vádolták, hogy "tudatosan behunyja a szemét" az erőszakos cselekmények előtt.
Április 1-jén a kormány által szervezett demonstráción ezrek vonultak végig Buenos Aires belvárosában a vitatott kormányzati intézkedést és az aktuális politikai vezetést támogatva. Christina Kirchner felszólította a parasztokat, hogy „az ország részeként, és ne az ország birtokosaiként” viselkedjenek.
A spanyol El País napilap felfedte, hogy a tüntetéseket követően az elnökasszony támogatottsága az argentin lakosság körében az elnöki hivatalban eltöltött első naptól kezdve 57,8%-ról 23%-ra „zuhant”. Egy április végi felmérés szerint a lakosság közel 62%-a nem elégedett Kirchner elnökasszony irányításával.
Miután Christina Kirchner nem tudta kezelni a tüntetéseket, többen állítják, hogy a háttérből valójában a férje, Néstor Kirchner irányítja az argentin végrehajtó hatalmat.
Az exportszója adótartalmát emelő törvénytervezetet az argentin törvényhozás alsóháza elfogadta, amely döntésnek következtében a szenátusba került a kezdeményezés. 2008. július 18-án – a tizenöt órás, történelmien hosszú ülés után – a szavazatok aránya megegyezett, a „nem”-ek és az „igen”-ek egyaránt 36 szavazatot kaptak a 72 fős Argentin Szenátusban. Az argentin alkotmány értelmében a szenátusban előállt patthelyzet esetén az állam alelnökének – egyben a szenátus elnökének – a szavazata a döntő. Julio Cobos alelnök argentin idő szerint hajnali 4 óra 25 perckor bejelentette, hogy nem támogatja a kormány által kezdeményezett változásokat, megbuktatva így a szójaexport törvényt. „A történelem majd ítélkezik felettem.” – mondta beszédében Cobos alelnök.
A kongresszusi döntés következtében a négy hónapon keresztül tartó permanens pro- és kontratüntetések befejeződtek, a nyugodtabb pillanatok tértek vissza az argentin társadalom hétköznapjaiba.
2011. december 28-án jelentette be szóvivője, hogy pajzsmirigyrákot állapítottak meg nála.
Christina Kirchner-t 2015. december 10-én váltotta az elnöki székben Mauricio Macri.

### Elnöksége után
2017 októberében a félidei választáson bár tartományában csak másodikként végzett, a listás rendszernek köszönhetően szenátori széket nyert el.
2017 decemberében letartóztatási parancsot adtak ki ellene, hazaárulás vádjával. A vádak szerint a Buenos Aires-i zsidó kulturális központ (AMIA) elleni 1994-es robbantásos merénylet kivizsgálását Christina Kirchner tudatosan akadályozta. Emellett hűtlen kezelés és pénzmosás címén több más eljárás is folyamatban van ellene.
2019. december 10-én Alberto Fernández mellett megválasztották Argentína alelnökévé. Ezzel ő lett az első olyan elnök aki később alelnöki posztot töltött be. Megválasztása után szenátusi székéről lemondott.